# Code civil (Côte d'Ivoire)
Pour les autres articles nationaux ou selon les autres juridictions, voir Code civil.
Le Code civil de Côte d'Ivoire est un ensemble de textes de lois qui régissent la vie civile des individus, de la naissance à la mort. Le code civil ivoirien est un héritage de la colonisation, et se présente aussi bien dans le fond que dans la forme comme une réplique du Code civil napoléon  duquel émane le Code civil français. Le code civil ivoirien, se présente en trois parties, qui règlent le statut des personnes, de leurs biens et obligations ainsi que des relations entre les personnes privées. Le législateur ivoirien a, au fil du temps, adapté certains articles, aux réalités nationales.

## Partition
- Livre Ier[1] : Des personnes
- Livre II[2] : Des biens et des différentes modifications de la propriété
- Livre III : Des différentes manières dont on acquiert la propriété[3]